# Thala Barivat
Thala Barivat là một huyện thuộc tỉnh Stung Treng, đông bắc Campuchia. Theo thống kê năm 1998, dân số toàn huyện là 21,577.